# Juan Antonio Álvarez (gobernador)

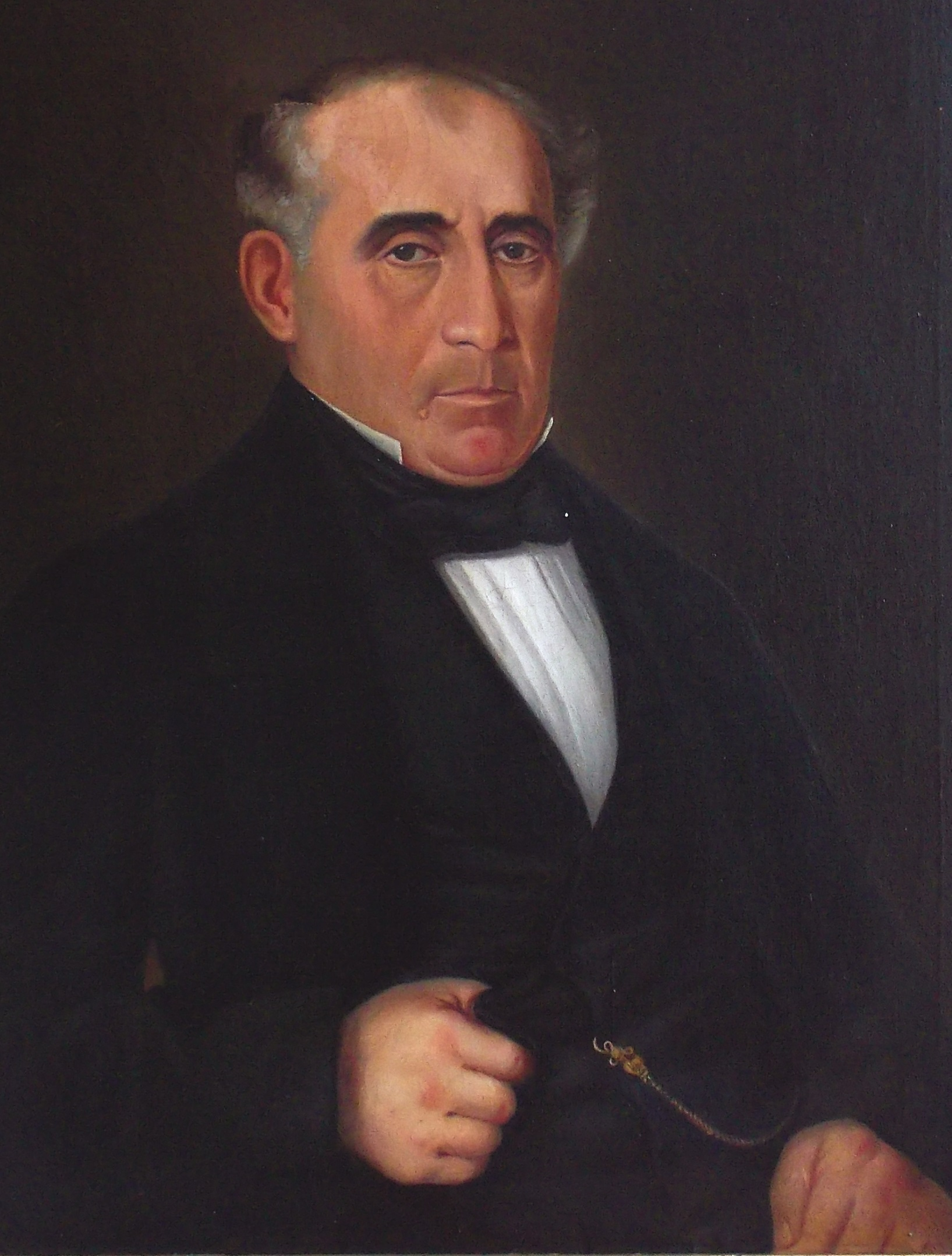
Gobernador Juan Antonio Álvarez de las Casas.

Juan Antonio Álvarez (Córdoba, c. 1812 - íd., 9 de noviembre de 1876) fue un político argentino, gobernador de la provincia de Córdoba entre 1871 y 1874.

## Biografía
Era hijo del Alguacil Mayor de la ciudad de Córdoba de origen gallego Francisco Xavier Álvarez y Arias, y de la cordobesa Francisca Carlota de las Casas y Pavón. Tuvo 10 hermanos, varios de ellos vinculados a la vida pública de Córdoba. Uno de ellos, José Francisco, ocupó interinamente la gobernación en el año 1840. 
En ceremonia celebrada en la Iglesia del Convento de Niñas Educandas por otro de sus hermanos, el presbítero y luego Obispo Manuel Eduardo Álvarez, el 19 de marzo de 1840 casó con Josefa Patricia de la Silva y Cincunegui, su cuñada, y miembro de una prestigiosa familia de hacendados del valle de Traslasierra, con quien tuvo cinco hijos, uno de ellos, el coronel Juan Antonio Álvarez de la Silva quien fuera electo intendente de la ciudad de Rio IV en 1886

### Gobernación de Córdoba
Hombre vinculado al comercio de su provincia natal, tras su paso por la Legislatura cordobesa en 1870 fue elegido como convencional constituyente que promulgó la Constitución Provincial.
Desde el 17 de mayo de 1871, y por el término de 3 años, el gobernador Álvarez desarrollo su acción de gobierno en medio de tantos adelantos y sucesos de trascendencia, entre los que se encuentra la promoción del primer suministro de agua corriente para la ciudad de Córdoba.
El 30 de octubre de 1872 inaugura el inicio de los trabajos del tendido del Ferrocarril Central Córdoba, que unía la ciudad capital con San Miguel de Tucumán.
Durante los primeros meses de su administración, se fueron desarrollando las urbanizaciones de los barrios cordobeses de General Paz, en tierras que eran de Augusto López, y el de San Vicente, fundado por Agustín Garzón.
Uno de los acontecimientos más destacados de la administración del gobernador Álvarez fue la sanción de una ley, el 26 de marzo de 1873, en virtud de la cual se autorizaba a una comisión de notables a formar una sociedad que transformara la antigua Caja de Depósitos y Comisiones en una entidad de descuento, emisiones y comisiones. La nueva institución se llamó Banco provincial de Córdoba, y abrió sus puertas el 22 de septiembre de 1873. Tomás Garzón, ministro de Hacienda, es considerado el fundador del actual Banco de Córdoba.
En el año 1873 el gobierno de Juan Antonio Álvarez esforzábase por impulsar iniciativas de bien público, siendo una de ellas la de crear la “Oficina de Estadística de la Provincia”. La principal finalidad era la de reunir “el mayor número posible de datos sobre el territorio, riqueza, industria, comercio, etcétera, que hagan conocer debidamente la provincia en el exterior”.
A fines del mismo año, los movimientos políticos dentro del oficialismo se aceleraron en pos de elegir al candidato para los comicios que determinarían al sucesor del gobernador Juan Antonio Álvarez. Éste jugó un rol preponderante cuando se pronunció públicamente a favor del doctor Enrique Rodríguez, hombre que permaneció en la ciudad chilena de Copiapó durante un prolongado exilio en la época de Rosas y "Quebracho" López. La Asamblea Electoral se reunió en enero de 1874 proclamando como flamante mandatario a Rodríguez, quien asumió el cargo el 17 de mayo.
En 1874 Álvarez fue elegido senador nacional.
Falleció en Córdoba, el 9 de noviembre de 1876.